# إنكونيل

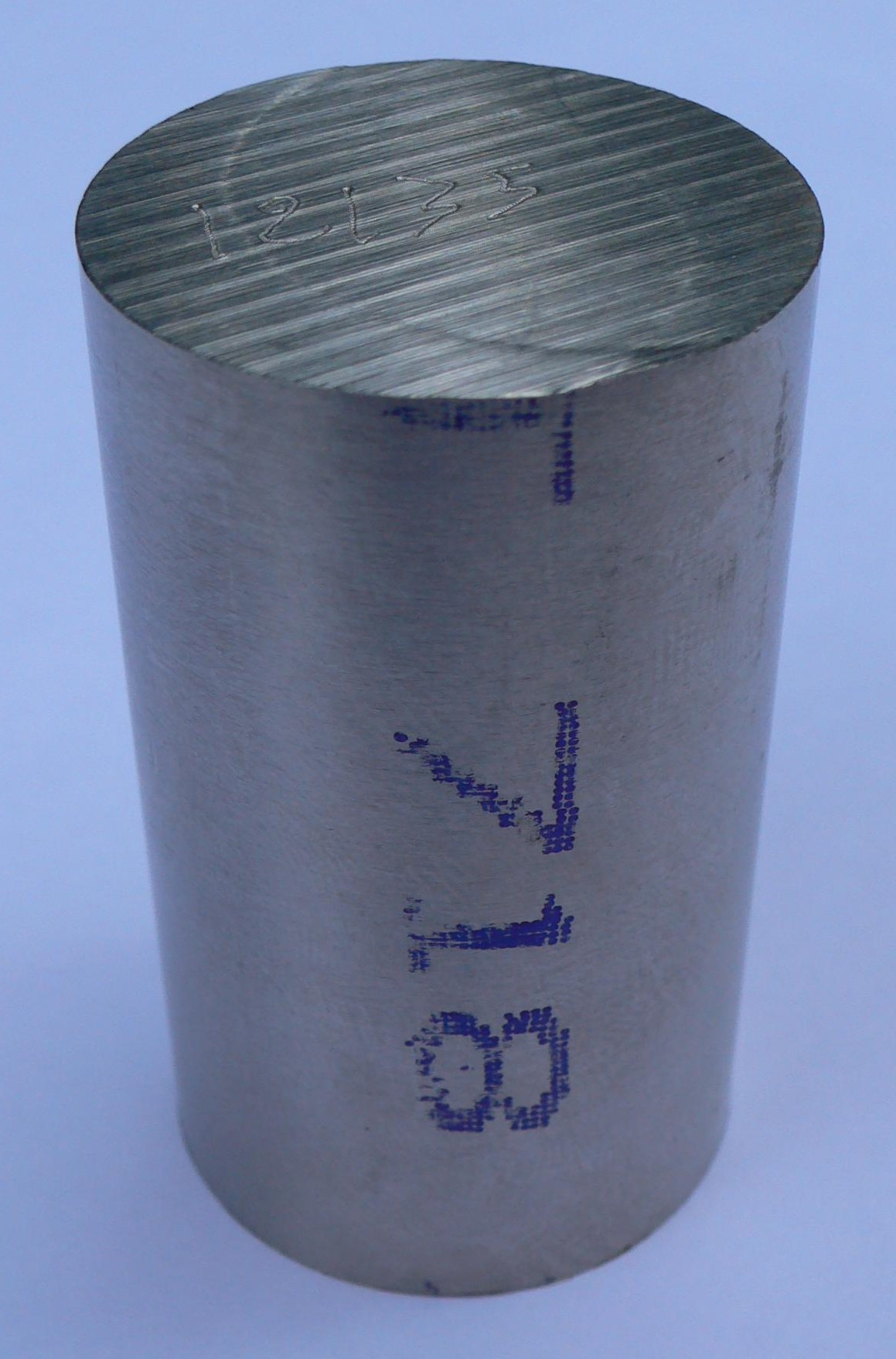
صبة من سبيكة إنكونيل 718

إنكونيل هو الاسم التجاري لمجموعة من السبائك الفائقة المقاومة للتآكل، والمكونة من حديد الأوستنيت المدعم بشكل كبير من فلزي الكروم والنيكل.
إنكونيل (Inconel) هي علامة تجارية تابعة لشركة سبيشال ميتالز Special Metals Corporation، وهي تتضمن سلسلة من السبائك التي تتفاوت جزئياً في التركيب ويشار إليها بأرقام تتبع الاسم. تتميز سبائك إنكونيل أنها ملائمة للاستخدام في التطبيقات التي تتطلب درجات حرارة مرتفعة.

## التركيب
المنتجات الفردية لها تركيبات مختلفة. القاسم المشترك بينهم جميعًا هو النيكل باعتباره المكون الرئيسي و الكروم باعتباره أهم مكون ثانوي. بالإضافة إلى ذلك ، يمكن تضمين العناصر التالية: الحديد ، الموليبدينوم ، النيوبيوم ، الكوبالت ، المنغنيز ، النحاس ، الألومنيوم ، التيتانيوم ، السيليكون ، الكربون ، الكبريت ، الفوسفور والبورون.
| إنكونيل | النسبة المئوية (%) للعناصر المكونة وفق الكتلة | النسبة المئوية (%) للعناصر المكونة وفق الكتلة | النسبة المئوية (%) للعناصر المكونة وفق الكتلة | النسبة المئوية (%) للعناصر المكونة وفق الكتلة | النسبة المئوية (%) للعناصر المكونة وفق الكتلة | النسبة المئوية (%) للعناصر المكونة وفق الكتلة | النسبة المئوية (%) للعناصر المكونة وفق الكتلة | النسبة المئوية (%) للعناصر المكونة وفق الكتلة | النسبة المئوية (%) للعناصر المكونة وفق الكتلة | النسبة المئوية (%) للعناصر المكونة وفق الكتلة | النسبة المئوية (%) للعناصر المكونة وفق الكتلة | النسبة المئوية (%) للعناصر المكونة وفق الكتلة | النسبة المئوية (%) للعناصر المكونة وفق الكتلة | النسبة المئوية (%) للعناصر المكونة وفق الكتلة | النسبة المئوية (%) للعناصر المكونة وفق الكتلة |
| إنكونيل | Ni                                            | Cr                                            | Fe                                            | Mo                                            | Nb & Ta                                       | Co                                            | Mn                                            | Cu                                            | Al                                            | Ti                                            | Si                                            | C                                             | S                                             | P                                             | B                                             |
| ------- | --------------------------------------------- | --------------------------------------------- | --------------------------------------------- | --------------------------------------------- | --------------------------------------------- | --------------------------------------------- | --------------------------------------------- | --------------------------------------------- | --------------------------------------------- | --------------------------------------------- | --------------------------------------------- | --------------------------------------------- | --------------------------------------------- | --------------------------------------------- | --------------------------------------------- |
| 600     | ≥72.0                                         | 14.0–17.0                                     | 6.0–10.0                                      |                                               |                                               | —                                             | ≤1.0                                          | ≤0.5                                          |                                               |                                               | ≤0.5                                          | ≤0.15                                         | ≤0.015                                        |                                               |                                               |
| 617     | 44.2–61.0                                     | 20.0–24.0                                     | ≤3.0                                          | 8.0–10.0                                      |                                               | 10.0–15.0                                     | ≤0.5                                          | ≤0.5                                          | 0.8–1.5                                       | ≤0.6                                          | ≤0.5                                          | 0.05–0.15                                     | ≤0.015                                        | ≤0.015                                        | ≤0.006                                        |
| 625     | ≥58.0                                         | 20.0–23.0                                     | ≤5.0                                          | 8.0–10.0                                      | 3.15–4.15                                     | ≤1.0                                          | ≤0.5                                          |                                               | ≤0.4                                          | ≤0.4                                          | ≤0.5                                          | ≤0.1                                          | ≤0.015                                        | ≤0.015                                        |                                               |
| 690     | ≥58                                           | 27–31                                         | 7–11                                          |                                               |                                               |                                               | ≤0.50                                         | ≤0.50                                         |                                               |                                               | ≤0.50                                         | ≤0.05                                         | ≤0.015                                        |                                               |                                               |
| 718     | 50.0–55.0                                     | 17.0–21.0                                     | —                                             | 2.8–3.3                                       | 4.75–5.5                                      | ≤1.0                                          | ≤0.35                                         | ≤0.3                                          | 0.2–0.8                                       | 0.65–1.15                                     | ≤0.35                                         | ≤0.08                                         | ≤0.015                                        | ≤0.015                                        | ≤0.006                                        |
| X-750   | ≥70.0                                         | 14.0–17.0                                     | 5.0–9.0                                       |                                               | 0.7–1.2                                       | ≤1.0                                          | ≤1.0                                          | ≤0.5                                          | 0.4–1.0                                       | 2.25–2.75                                     | ≤0.5                                          | ≤0.08                                         | ≤0.01                                         |                                               |                                               |

## الخصائص
تتمتع السبائك بمقاومة جيدة لـ التآكل ، مما يجعلها مناسبة للاستخدام في البيئات القاسية. عند تسخينها ، تشكل طبقة أكسيد سميكة ومستقرة تحمي السطح. يتم الحفاظ على القوة على مدى درجة الحرارة واسعة النطاق. هذا يجعل السبائك مناسبة بشكل خاص لتطبيقات درجات الحرارة العالية حيث يكون الألمنيوم والفولاذ غير مستقر.

## معالجتها
تعتبر سبائك إنكونيل من الصعب معالجتها لتقنيات التشكيل الكلاسيكية حيث يتجمع تصلب الإجهاد السريع . في خطوات التشكيل الإضافية ، إما أداة الآلة تكون مشوهة أو الأداة نفسها. لهذا السبب ، عادةً ما يتم استخدام أداة آلية قوية للتعامل معها ولكن بطيئة بحيث يظل عدد خطوات العملية المطلوبة صغيرًا قدر الإمكان. بدلاً من ذلك ، من الممكن أيضًا تنفيذ خطوات العملية الأخيرة فقط على البارد. يتم تحقيق الثقوب اللولبية باللحام أو اللحام بإدراج الصلب مع سن داخلي. وغالبًا ما يتم القطع باستخدام ماكينة القطع بنفث الماء ، ويمكن أيضًا استخدام السيراميك كمادة القطع. اللحام صعب أيضًا بسبب تكسير وفصل مكونات السبائك بالقرب من اللحام. تهدف التطورات في صياغة السبائك إلى القضاء على هذه المشكلة أو تخفيفها. ومع ذلك ، فإن الطريقة الأكثر شيوعًا للتعامل مع هذه الحالات هي اللحام بالغاز الخامل بالتنغستن ، ولكن شعاع الإلكترون أو  اللحام بالاحتكاك الدوراني هي أيضًا تقنيات اللحام المشترك. يتم أخذ طريقة خاصة في إنتاج SuperDraco - فوهات محرك الصاروخ ، حيث تتم معالجة السبيكة بواسطة تلبيد الليزر في طباعة ثلاثية الأبعاد تم تشكيل عملية  بحيث لا يلزم سوى خطوات قليلة للمعالجة اللاحقة.

## التطبيقات
غالبًا ما تستخدم سبائك Inconel في المواد ذات الأحمال العالية جدًا في درجات الحرارة. تعد شفرات الضاغط والتوربينات أو غرف الاحتراق في التوربينات الغازية مجالات نموذجية للتطبيق. يمكن استخدامه أيضًا في الشاحن التوربيني ، وكمواد لصمامات العادم في محركات الاحتراق الداخلي فائقة الشحن. هناك يستبدلون صمامات العادم المحتوية على الصوديوم. ومع ذلك ، نظرًا لارتفاع سعرها ، فهي مناسبة فقط للضبط التكنولوجي ورياضة السيارات. في الصيغة 1 ، على سبيل المثال مشعب العادم مصنوع من Inconel. تم العثور على تطبيقات أخرى في المفاعلات الكيميائية والغلايات ، وكواتم صوت الأسلحة النارية. كثيرا ما تستخدم سبائك إنكونيل ، على سبيل المثال ، في المفاعلات ،والمفاعلات النووية، وخطوط الأنابيب، والصمامات في الصناعات الكيميائية والصيدلانية. أحد مجالات التطبيق أيضا معالجة الوسائط التي تحتوي على H2S و/أو CO2. بالإضافة إلى السبائك الأخرى المعتمدة على النيكل، كما تشتمل البدائل في إنشاء المصانع الكيماوية على مكونات مصنوعة من الفولاذ غير الممزوج أو جي ار بي ، والتي تكون مبطنة بمادة مقاومة للكيماويات ، على سبيل المثال، مبطنة من بيرفلوروالكوكسيل ألكان (PFA) . المكونات المطلية بالمينا تستخدم أيضًا في التقنية.
صُنع جدار الطائرة الصاروخية X-15 وبعض المكونات المتنوعة لطائرة إيرباص A380 أيضًا بإحدى تلك السبائك.